# パズルdeポン!
『パズルdeポン!』（パズルでポン、Puzzle De Pon!）は、1995年から稼動されたアーケードゲームである。開発はビスコ。ゲーム内容は『パズルボブル』とほぼ同じだが、本作はタイトーより正式にライセンスを受けて製作販売されたものであり、クローンやコピー製品ではない。

## 概要
基本的なシステム操作法は『パズルボブル』に準じており詳しくはそちらを参照。
本作では発射するのはバブルではなくボールという設定で、一定時間内に画面内に配置されたプレートを他のボールから切り離して落とせばステージクリア。ボールがラインを越えたり制限時間に達するとゲームオーバーとなる。ゲームモードは、プレートを集めて12星座を完成させる1人用と、2人での対戦プレイが用意されており、ともに1コインでプレイ可能。
パズルボブルとは異なり、画面内のボールを全て消す必要は無く、いくらボールを発射しても天井が下がらない代わりに、クリアまでの制限時間が設けられており、制限時間に達するとボールがラインを越えていなくても強制的にゲームオーバーとなる。

## アイテム
矢印
一定の弾数の発射角度のガイドを表示して飛んでいく方向を教えてくれる
星
くっついたボールと同じ色の画面内のボールを全て消してくれる
爆弾
くっついた時に隣接しているボールを全て消してくれる

## 関連作品
『パズルdeポン! R』
1997年に海外向けに発売されたマイナーチェンジ版。面構成や一部カラー調整やデモの説明の追加などあるが基本的には前作と同じ。